# Narcissus papyraceus
El gènere Narcissus és originari de la Mediterrània occidental, principalment de la península Ibèrica, on actualment és possible trobar més d'una trentena d'espècies, la meitat d'elles molt escasses. Hi ha una gran quantitat d'endemismes ibèrics com Narcissus tortifolius Fern. Casas.
Es tracta d'un gènere amb gran variabilitat geogràfica, la qual cosa dificulta la identificació especialment amb les diferents subespècies de N. pseudonarcissus, i el grup Jonquillae (N. jonquilla, N. assoanus, N. gaditanus, N. baeticus). Això explicaria que a vegades hi hagi alguna confusió amb la nomenclatura segons la font consultada.

## Flora Ibèrica
Narcissus papyraceus es troba classificat dins de la secció Tazetta DC., dins el gènere Narcissus. Les espècies que formen el grup Tazetta són N.tazetta L., N. papyraceus, N. pachybolbus i N. dubius. Les plantes d'aquest grup presenten alguns caràcters morfològics semblants com la secció de les fulles que és àmplament el·líptica, la corona és copuliforme, els filaments estaminals són rectes, en 2 nivells; les anteres no versàtils i les llavors no presenten estròfil (substància de reserva o eleosoma que es forma a partir del funicle i és extern a la llavor). És un grup que els agrada el clima Mediterrani i agraeixen els dies de sol enfront dels més freds.

## Descripció
Planta herbàcia bulbosa d'uns 28-66 cm d'alçada, glabra. El bulb és subglobós amb túniques externes de tipus membranoses d'un color castany fosc, que es perllonga en una beina d'uns 42-67 mm. El peduncle florífer llarg i sense fulles. l'escap, és de secció estretament el·líptica, és estriat i fistulós.

### Fulles
Són linears, de marge llis, de secció estretament el·líptica, amb dues quilles poc marcades en la cara dorsal, cobertes per la prolongació de les túniques externes del bulb.

### Flors
- L'espata és membranosa, lanceolada i embeinadora a la base.
- Les flors són pedicelades, el tub del periant es va eixamplant gradualment cap a l'àpex, i són de color blanc-groguenc cremós.

Narcissus papyraceus van ser plantes silvestres que probablement van ser recollides i cultivades a Holanda o potser han anat sorgint des del seu cultiu en temps passats.

## Taxonomia
Narcissus papyraceus va ser descrita per John Bellenden Ker Gawler i publicat a Botanical Magazine 24: pl. 947. 1806.
Etimologia
Narcissus nom genèric que fa referència del jove narcisista de la mitologia grega Νάρκισσος (Narkissos) fill del déu riu Cefís i de la Nimfa Liríope; que es distingia per la seva bellesa.
El nom deriva de la paraula grega: ναρκὰο, narkào (= narcòtic) i es refereix a l'olor penetrant i embriagant de las flors d'algunes espècies (alguns sostenen que la paraula deriva de la paraula persa نرگس i que es pronuncia Nargis, que indica que aquesta planta és embriagadora).
papyraceus: epítet llatí que significa "com a paper".
Varietats
- Narcissus papyraceus subsp. pachybolbus (Durieu) D.A.Webb, Bot. J. Linn. Soc. 76: 305 (1978).
- Narcissus papyraceus subsp. panizzianus (Parl.) Arcang., Comp. Fl. Ital., ed. 2: 148 (1894).
- Narcissus papyraceus subsp. papyraceus.
- Narcissus papyraceus subsp. polyanthos (Loisel.) Asch. & Graebn., Syn. Mitteleur. Fl. 3: 390 (1906).

Sinonímia
- Hermione papyracea (Ker Gawl.) Schult. et Schult.f. in Roem. et Schult., Syst. Veg. 7: 1733 (1830).
- Chione papyracea (Ker Gawl.) Salisb., Gen. Pl.: 100 (1866), nom. inval.
- Narcissus tazetta var. papyraceus (Ker Gawl.) Baker, Gard. Chron. 1869: 1015 (1869).
- Narcissus tazetta subsp. papyraceus (Ker Gawl.) Baker, Handb. Amaryll.: 8 (1888).
- Narcissus linnaeanus subsp. papyraceus (Ker Gawl.) Rouy in G.Rouy et Foucaud, Fl. France 13: 50 (1912).[8]
- Narcissus barlae Parl.
- Narcissus gennarii Parl.
- Narcissus linnaeanus subsp. papyraceus (Ker Gawl.) Rouy
- Narcissus linnaeanus subsp. polyanthus (Loisel.) Rouy
- Narcissus niveus Loisel.
- Narcissus panizzianus Parl.
- Narcissus papyraceus subsp. barlae (Parl.) Arcang.
- Narcissus papyraceus subsp. panizzianus (Parl.) Arcang.
- Narcissus papyraceus subsp. papyraceus
- Narcissus papyraceus subsp. polyanthus (Loisel.) Asch. i Graebn.
- Narcissus polyanthus Loisel.
- Narcissus tazetta subsp. panizzianus (Parl.) Baker
- Narcissus unicolor Ten.[9]